# Katalognummer (musik)

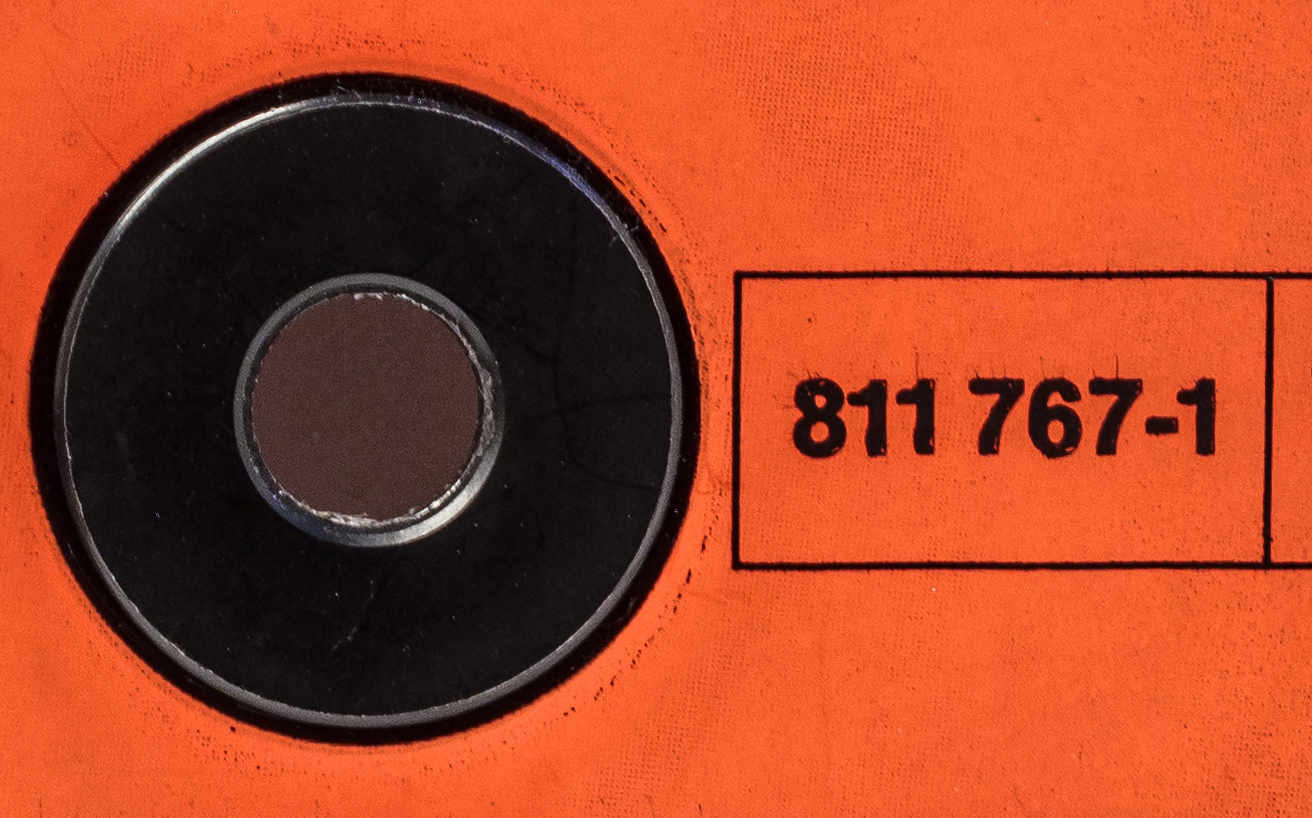
Katalognummer 811 767-1 på en vinyl LP med filmmusik från Jedins återkomst

Ett katalognummer är inom musikbranschen en unik kodkombination som skivbolagen märker varje utgiven skiva med och trycks vanligtvis på skivfodralets rygg tillsammans med namn på artisten och skivan samt skivbolaget.
Katalognumret är alltså ett nummer på en viss skiva från ett visst skivbolags katalog. På så sätt kan skivbolaget hålla koll på samtliga skivor de har givit ut. Ett katalognummer behöver dock inte nödvändigtvis vara ett unikt nummer för ett visst album, eftersom det albumet kan ha givits ut på mer än ett skivbolag (trots att ett visst skivbolag oftast är det så kallade huvudskivbolaget).

## Hur ett katalognummer tilldelas

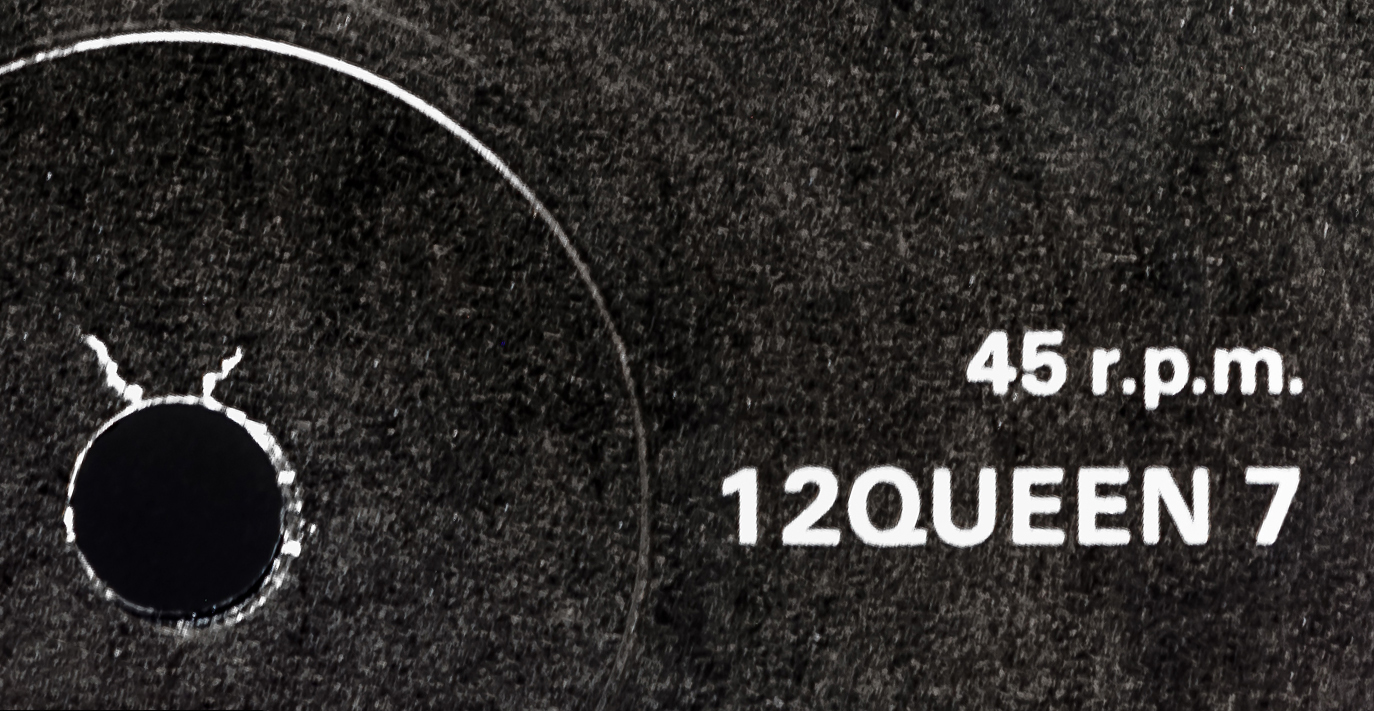
Katalognumret på maxisingeln 12QUEEN 7 inkluderar musikgruppens namn

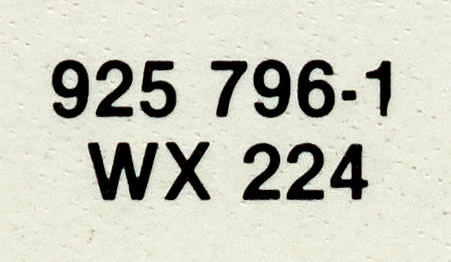
Två katalognummer på samma LP

Ett katalognummer tilldelas på olika sätt beroende på skivbolaget. Stora skivbolag såsom Warner Music Group använder ofta långa nummer separerade med bindestreck där bokstäver sällan förekommer. Däremot brukar mindre skivbolag märka deras skivor enligt följande metod:
- Namn på skivbolaget: Exempel Records (förkortat EXEMPEL, alltid med versaler)
- Typ av utgivning: CD för vanliga CD-album, CDS för singlar (från engelska CD single) och CDM för maxisinglar (från engelska CD maxi).

Enligt metoden ovan kan alltså Exempel Records första utgivna album få katalognumret EXEMPELCD 1, och deras fjärde utgivna singel EXEMPELCDS 4 osv.